# Yerko Leiva
Yerko Bastián Leiva Lazo (Santiago del Cile, 14 giugno 1998) è un calciatore cileno, centrocampista dell'O'Higgins in prestito dal Curicó Unido.

## Caratteristiche tecniche
È un centrocampista centrale.

## Carriera

### Nazionale
Con la nazionale Under-20 cilena ha preso parte al campionato sudamericano 2017.

## Palmarès

### Club

#### Competizioni nazionali
- Campionato cileno: 1

Universidad de Chile: Apertura 2017